# DB Cargo Polska
DB Cargo Polska S.A. (vormals PCC Rail S.A., dann bis April 2016 DB Schenker Rail Polska S.A.) ist ein Tochterunternehmen der DB Cargo in Polen. Sie hat am polnischen Schienengüterverkehr einen Marktanteil von ungefähr 5 % (gemessen an der Transportleistung).

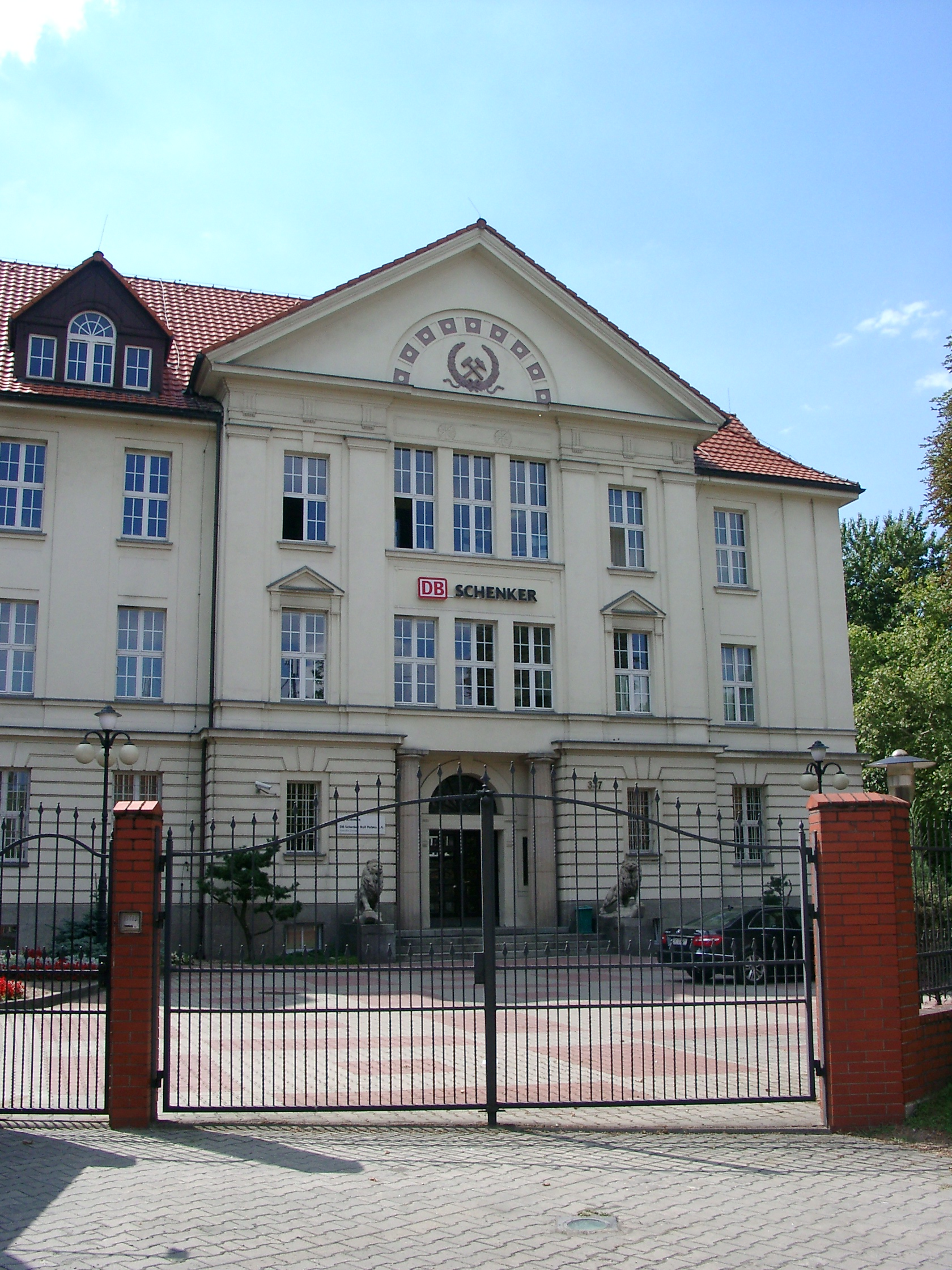
Verwaltungsgebäude in Zabrze

## Geschichte
PCC Rail wurde als Tochter der Duisburger PCC auf der Basis der Sandbahngesellschaft Przedsiębiorstwo Materiałów Podsadzkowych Przemysłu Węglowego gegründet. Die von der PCC Rail geführten Tochtergesellschaften hatten 2008 zusammen rund 5.800 Mitarbeiter, betrieben 400 Lokomotiven und 7700 Waggons und erzielten einen Umsatz von rund 350 Mio. Euro (davon PCC Rail rund 100 Mio.). 2013 wurden 4.400 Mitarbeiter beschäftigt, der Fuhrpark umfasste 400 Loks und 6000 Wagen.
Im Januar 2009 wurde die PCC-Logistiksparte (mit Ausnahme der im Containerverkehr tätigen PCC Intermodal) an die Deutsche Bahn verkauft. PCC Logistics wurde in die DB-Logistikgruppe DB Schenker Rail als Osteuropa-Sparte eingegliedert. Im November 2009 wurde das Eisenbahnunternehmen in DB Schenker Rail Polska umbenannt. Mit der Übernahme ging auch eine Neuausrichtung des Unternehmens einher. Bisher war es auf lokale Verkehre und die Bedienung von Anschlussgleisen ausgerichtet. Nun wurden auch nationale und internationale Verkehre übernommen, wie eine Containerzugverbindung von Breslau nach London. Ende Mai 2015 verkaufte DB Schenker Rail Polska S.A. ihren Anteil von 13,94 Prozent am Aktienkapital der PCC Intermodal an den Schweizer Operateur Hupac SA.
Zum 29. April 2016 wurde DB Schenker Rail Polska in DB Cargo Polska umbenannt.

## Fahrzeuge

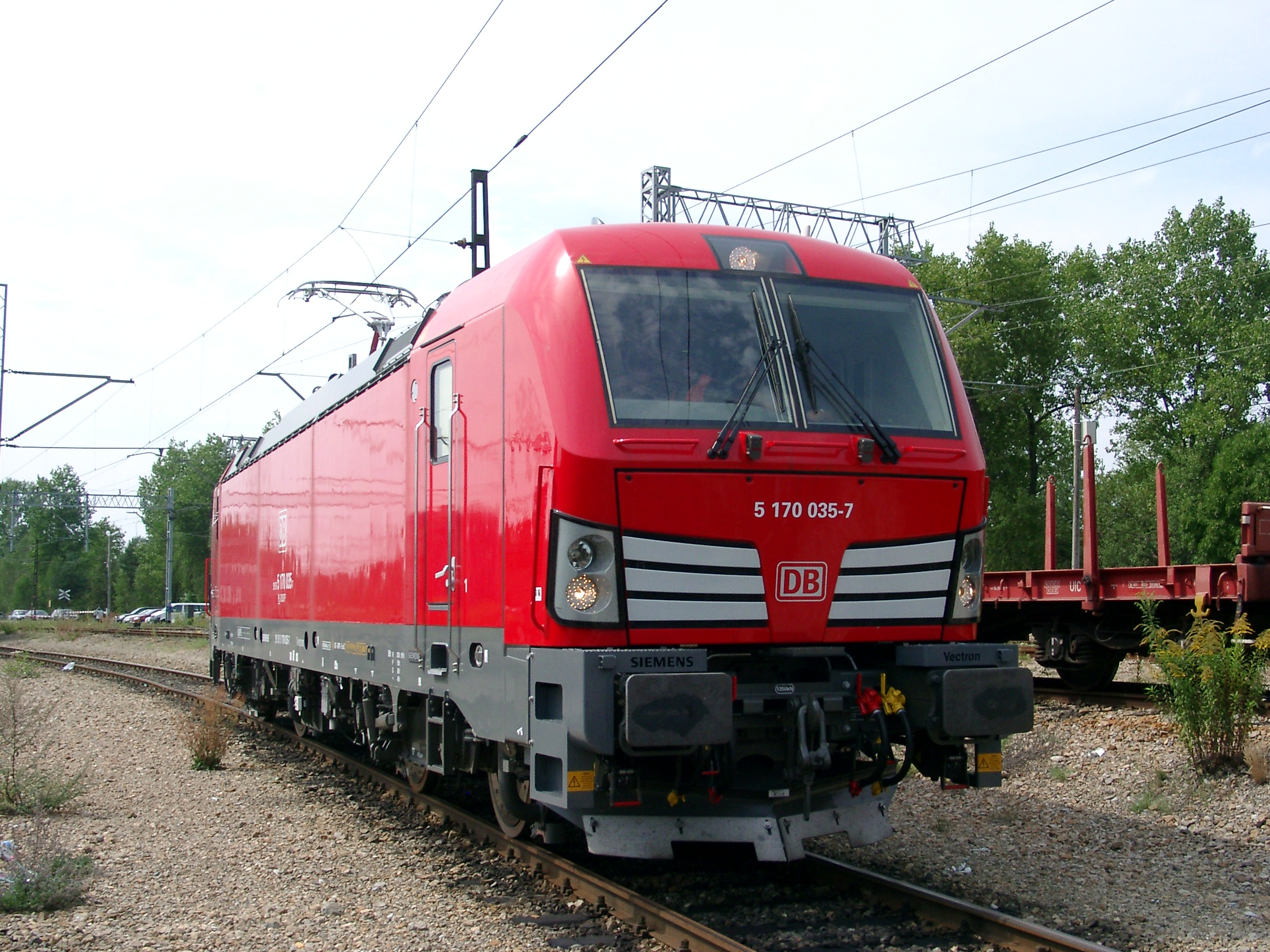
Siemens Vectron

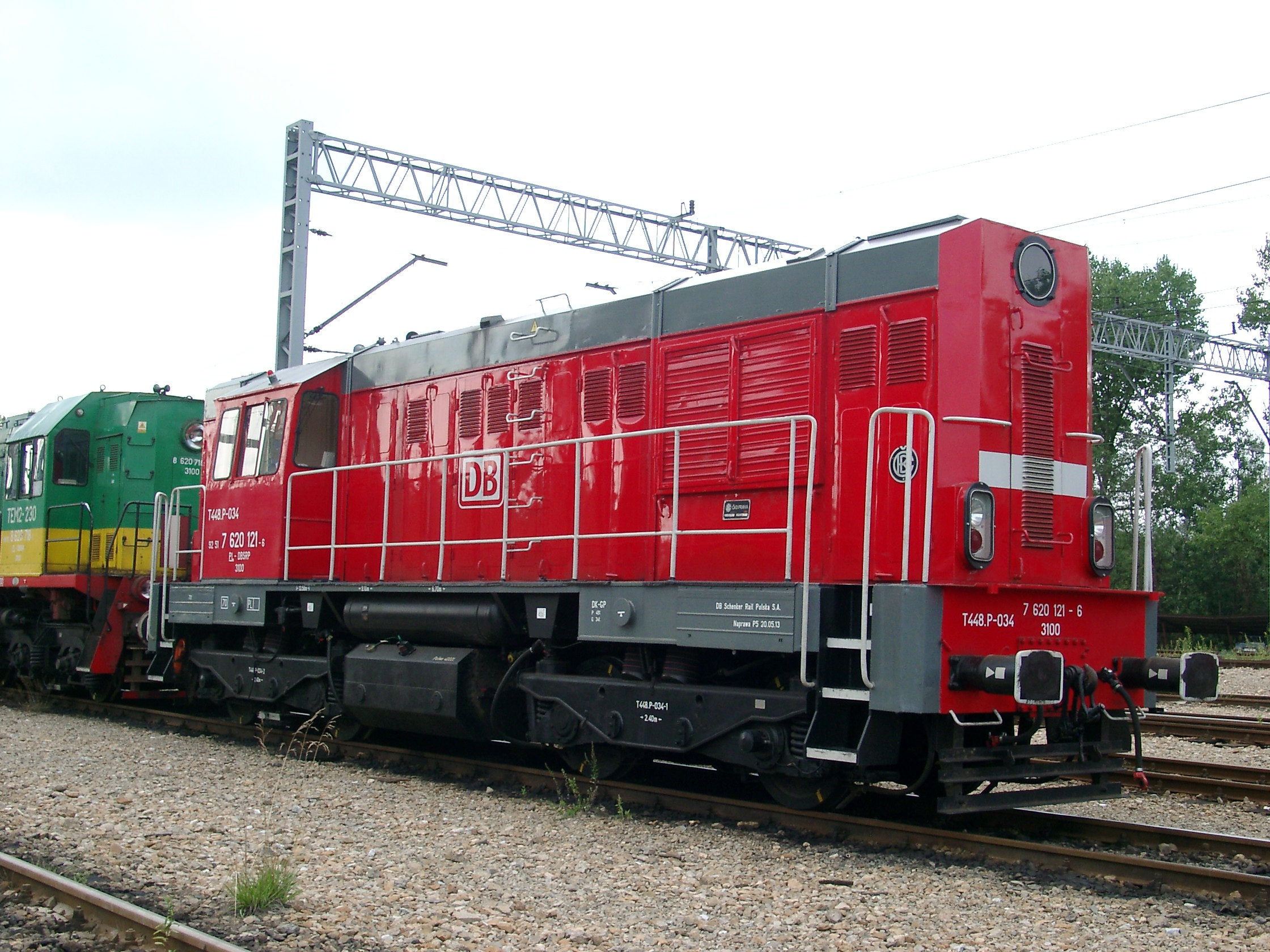
620 121

Seit 2011 werden Loks der Class 66 eingesetzt.
Im Dezember 2012 bestellte DB Schenker Rail Polska bei Siemens Rail Systems 23 Lokomotiven vom Typ Vectron. Zusätzlich wurde eine Option über 13 Stück erteilt. Die Lokomotiven werden im Siemens-Werk an der Krauss-Maffei-Straße in München gebaut. Des Weiteren waren bzw. sind verschiedene ältere Lokomotiven für DB Cargo Polska im Einsatz, wie z. B. 3E, Baureihe 182, TEM2, und T448p. Alle tragen die markante verkehrsrote Farbgebung der Deutschen Bahn.

## Werkstätten
Ein Ausbesserungswerk befindet sich in Rybnik. Die auf Dieselloks und Güterwagen spezialisierte Werkstatt ist mit Hebebockanlage, Kaltrichtstand, Außenreinigungsanlage, Ultraschallprüfanlage und Dacharbeitsstand ausgestattet. In Rybnik arbeiten über 300 Mitarbeiter. Über die Strecken 140, 148, 158, 173 ist Rybnik an das polnische Eisenbahnnetz angebunden.
Das Werk der DB Cargo Spedkol in Kędzierzyn-Koźle ist auf Kesselwagen spezialisiert und befindet sich auf dem Gelände eines Chemiewerkes. Es besteht ein Anschluss an die Bahnstrecke Katowice–Legnica.
Im Werk Gliwice werden Lokomotiven der Baureihen Siemens Vectron, Bombardier Traxx und EMD JT42CWR instand gehalten.

## Tochtergesellschaften und Beteiligungen
- DB Port Szczecin Sp. z o.o., Stettin (Polen) – 96,82 %
- Infra SILESIA S.A., Rybnik (Polen) – 100 %
- DB Cargo Spedkol Sp. z o.o., Kędzierzyn-Koźle (Polen) – 100 %